# 배달 (한국)
배달은 고대 한국을 가리키는 말로 倍達이라는 한자를 사용하기도 하며 순한국어로 추측된다. 조선(朝鮮)·한(韓)과 동의어로 사용되었다. 현재 국립국어원의 표준국어대사전에는 상고시대의 한국을 지칭하는 이름이라 등재되어 있다. 그러나 이 말의 어원은 확실하지 않고, 근대에 처음 등장한 것으로 보이며 고대로부터 계속 이어졌다는 증거 또한 없다. 일제강점기 무렵에는 주로 단군 또는 고조선을 가리키는 용어로 사용되었고, 개념이 확대되어 한국, 특히 한민족을 가리키는 순 한국어 표현으로 널리 사용되었다. 그러나 1979년에 공개된 《환단고기》(桓檀古記)에서 최초로 '배달'을 '환웅이 다스리는 나라', 즉 신시(神市)라고 주장한 이후 이 주장이 널리 퍼지게 되었다.

## 어원
배달의 어원에 대해서는 다양한 주장이 있다.
- 《규원사화》에서는 '박달(朴達)' 또는 '백달(白達)'이라는 말을 사용하며, '檀', 즉 박달나무를 의미하는 것으로 본다. 이러한 인식은 가장 널리 퍼져 있다. 그러나 《규원사화》는 박달을 국가명으로 보지 않고 단군의 '단'을 의미하는 용어로만 사용되었다.
- 대종교의 〈단군교 포명서〉는 '배달이란 조광(祖光)을 뜻하는 것'으로, 조선의 원래 명칭이라 보고 있다.[3]
- 김교헌은 1914년 《신단실기(神檀實記)》에서 단군이 세운 국가, 즉 고조선을 가리키는 용어로 사용하였다. 조선을 단국(檀國)과 동일한 의미로 보았으며 배달이 단, 즉 박달의 어원이라고 보는 점은 《규원사화》와 동일하나 박달을 나무 이름이 아닌 고유 용어로 파악하였다.[4]
- 최남선은 1918년 《계고차존(稽古劄存)》에서 역시 박달의 어원으로 보고 있으나 그 본래 의미는 '백산'이라는 지명이라 보았다.
- 안호상은 1964년 《배달의 종교와 철학과 역사》에서 박달·배달을 두고 '밝달'이라는 표현을 사용하였으며 '한밝산'이라는 지명을 말하는 것이라고 보았다.
- 임승국은 《환단고기》를 번역·주해하면서 '桓','檀','朝鮮','阿斯達','韓' 등을 같은 의미로 보고 밝은 땅(밝달)이 박달, 백달, 배달의 어원이라고 보았다.

## 비판
배달을 두고 상고시대부터 이어져 온 말이라는 세간의 인식과 달리 이 용어의 연원은 근대 이상으로 넘어가지 않는 것으로 보인다. 이에 따라 이 용어의 근거에 대하여 많은 비판이 있어 왔다.
- 신채호는 〈전후삼한고〉에서 배달의 말의 연원을 어윤적의 《동사연표》(東史年表)라고 들며 그 전래 과정을 통해 볼 때 믿기 어려운 것이라고 주장하였다. 또한 단군의 ‘檀’에 대해서도 ‘壇’을 사용하여 배달과의 관련성을 부정하고 있다.[2]

## 같이 보기
- 생물
  - 박달나무
- 서적
  - 환단고기
- 지명
  - 신시